# زاهونی
زاهونْیْ (به مجاری:  Záhony) یک منطقهٔ مسکونی در مجارستان است که در سابولچ-ساتمار-برگ واقع شده‌است و ۶٫۸۷ کیلومتر مربع مساحت و ۴٬۱۵۶ نفر جمعیت دارد.

## خواهرخوانده
شهرهای چیرنا ناد تیسو و چوپ خواهرخوانده‌های زاهونی هستند.